# Vallée des Aït Bouguemez
 (mars 2025).
La vallée des Aït Bouguemez est située au Maroc dans le Haut Atlas central, province d'Azilal. Elle correspond essentiellement à la commune rurale de Tabant et au territoire de l'ancienne tribu des Ayt Bouguemez. Son patrimoine naturel a justifié son classement comme site Ramsar ainsi que sa reconnaissance par l'UNESCO comme composante du Géoparc du Mgoun. Son organisation sociale et l'architecture de ses villages en font l'un des archétypes de la culture des berbères sédentaires du Haut-Atlas.
Elle a pu être surnommée la Vallée Heureuse.

## Géographie
La vallée s’étend sur 25 km de long et environ 1,5 km de large, selon un axe est-nord-est / ouest-sud-ouest, au pied de l’Ighil M’Goun, qui la domine au sud. Elle est délimitée au nord par les crêtes de l’Ighil n’Tizal (3 034 m), à l’est par le massif de l’Adrar Azourki (3 682 m) et le lac d’Izoughar, au sud par la chaîne de l’Ighil Ouaougoulzat (3 593 m), elle-même dominée par la longue crête de l’Ighil M’Goun (4 068 m), dont elle est séparée par le plateau des sources de l’Assif M’Goun. Enfin, à l’ouest, la vallée s’ouvre sur celle des Aït Bou Oulli, dominée par l’Adrar Rat.
Le fond de la vallée des Aït Bouguemez, relativement plat et cultivé descend doucement de 2 000 m l'est jusqu'à 1 800 m à l'ouest. Le chef-lieu de la commune rurale, Tabant est au centre de la vallée. Elle est reliée depuis son extrémité ouest à la capitale provinciale Azilal par une route goudronnée R302 passant par la vallée de l'oued Lakhdar puis se dirigeant vers le nord ; et depuis son extrémité est par une autre route vers Aït Mhamed ou Zaouia Ahansal via le col du Tizi n'Tirghist.

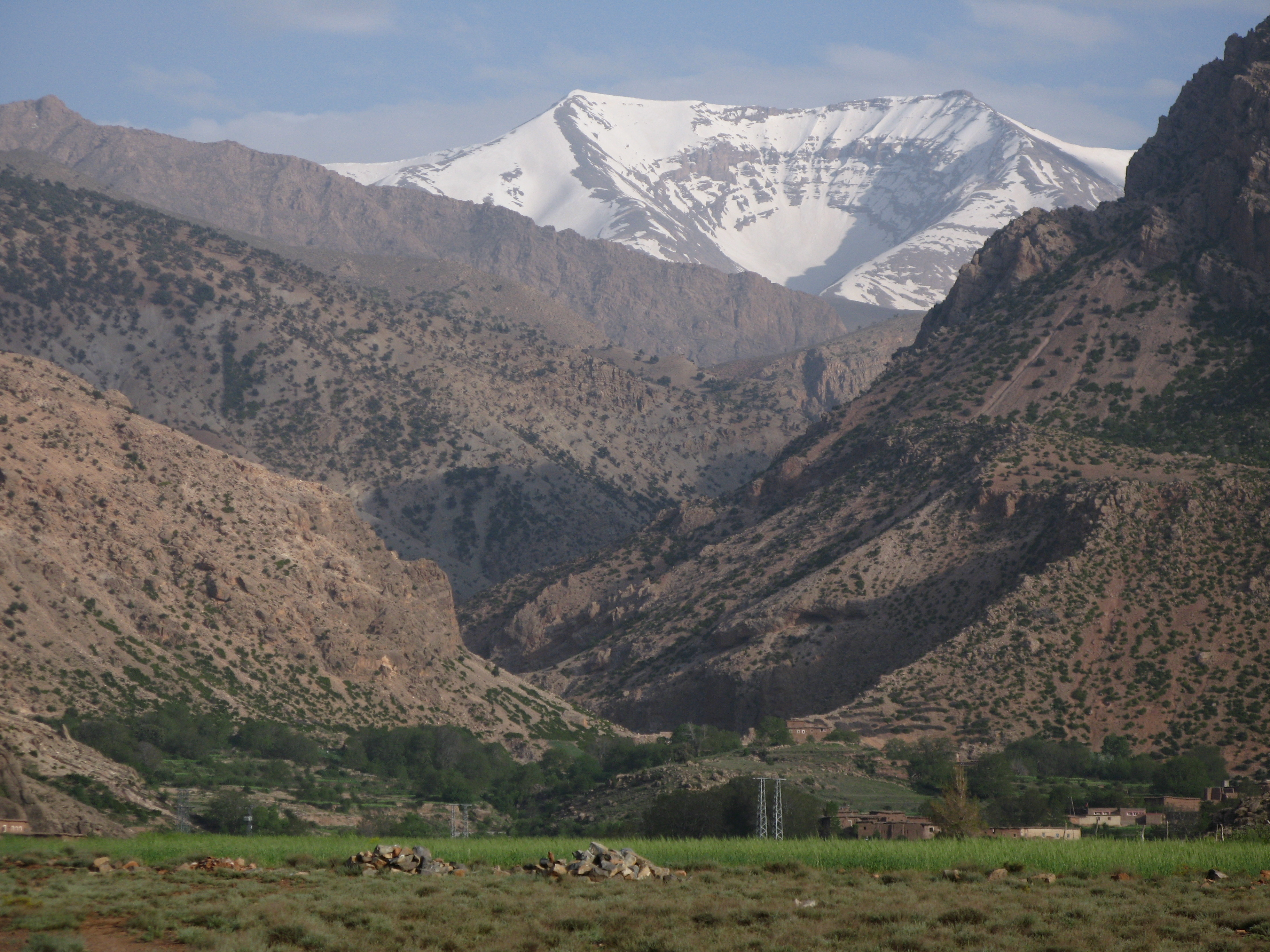
Ighil M'Goun en mai vu depuis Arous.

La vallée est constituée de trois parties : les vals de l'assif n'Aït-Hakim, celui de l'Assif n'Tawaïa, confluant à proximité de Tabant, au pied de l'Igherm de Sidi Moussa, pour constituer celui de l'Assif Bouguemez proprement dit.

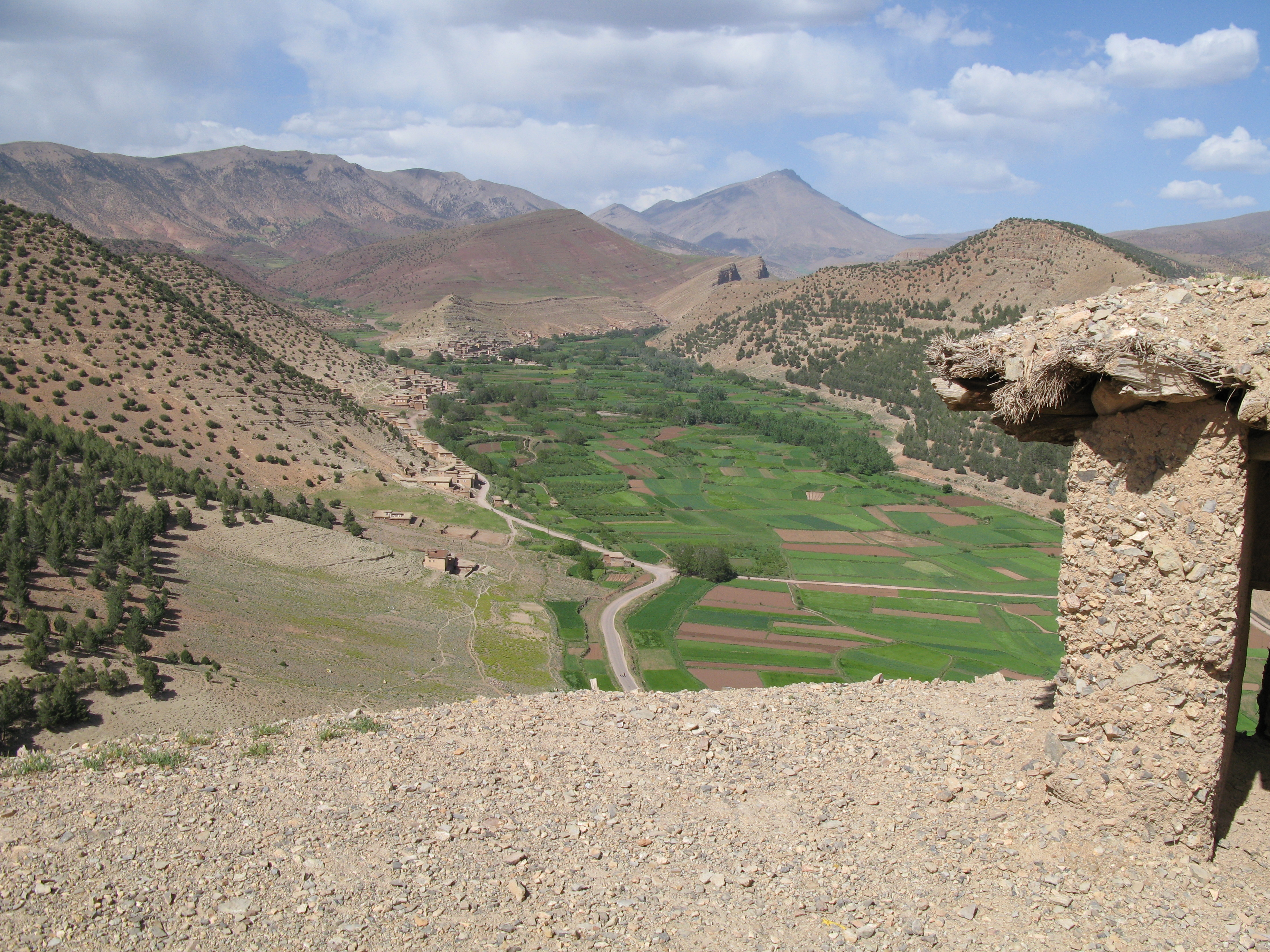
Vallée des Aït Hakim.
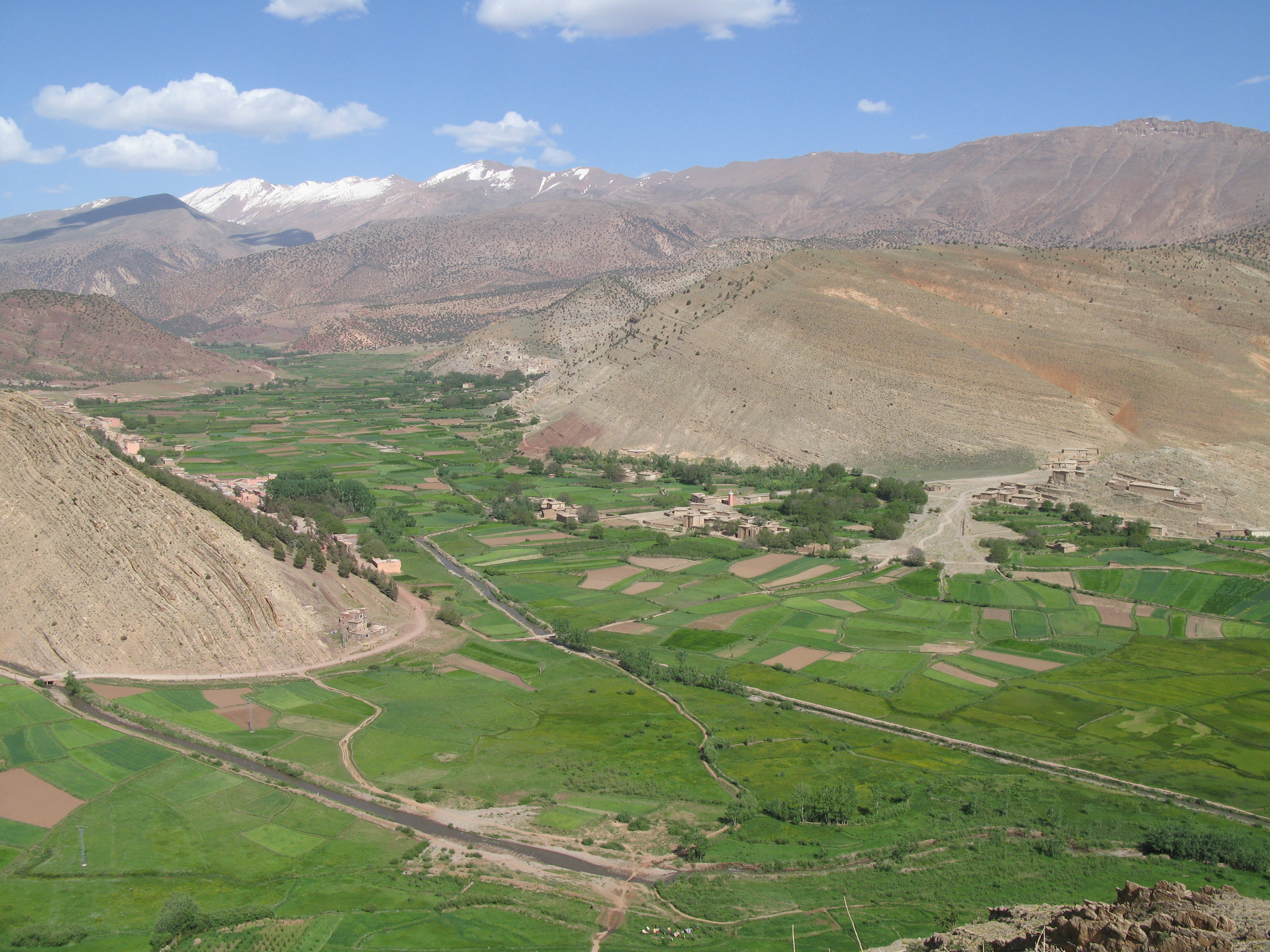
Vallée de Rbat.
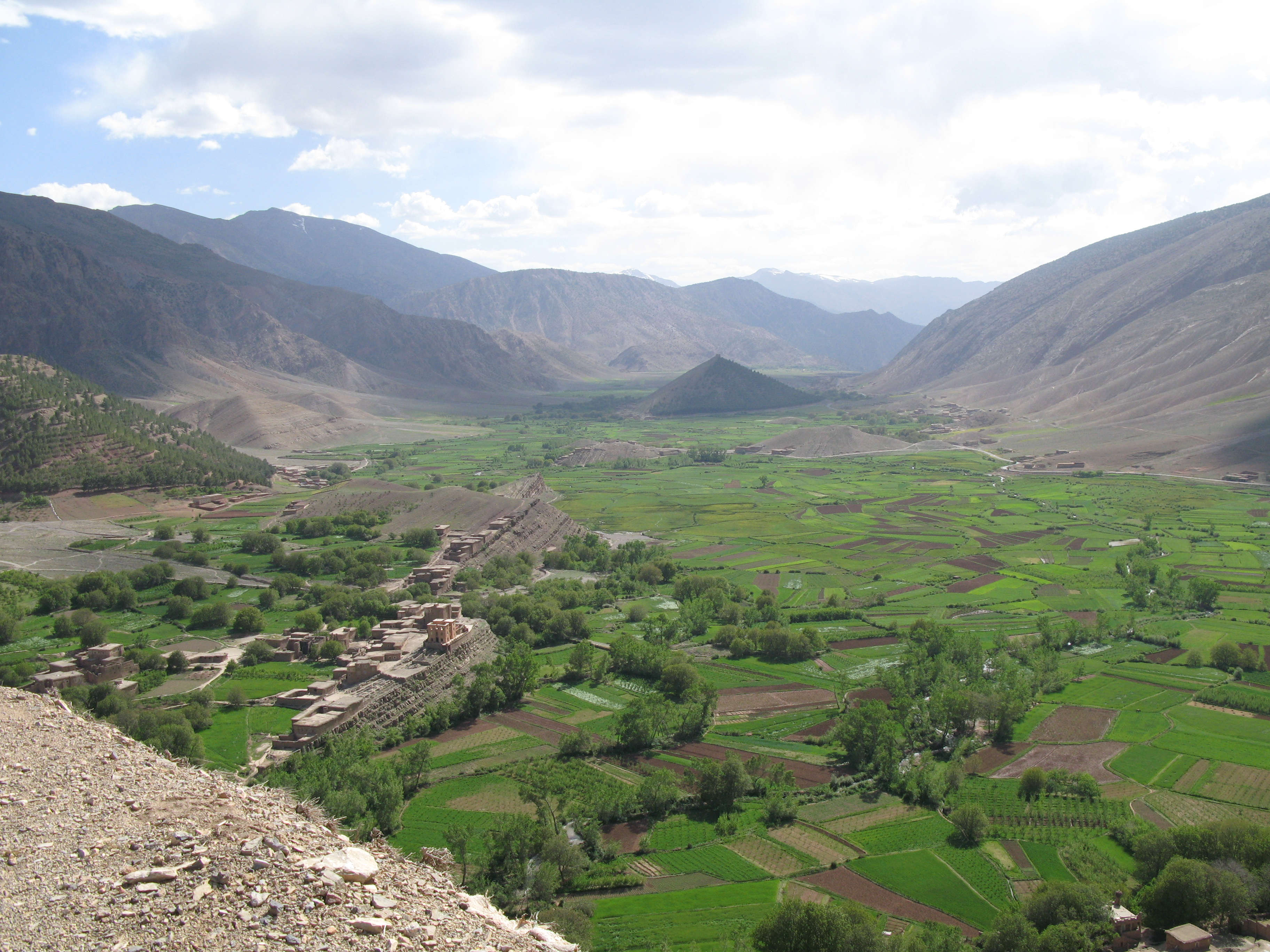
Vallée de l'assif n'Ait Bouguemez.

La vallée des Aït Bouguemez bénéficie d'un climat oro-méditerranéen avec une forte amplitude thermique, une pluviométrie irrégulière entre 500 et 800 mm/an, un enneigement hivernal fréquent et des sécheresses épisodiques.

## Géologie
Des axes anticlinaux forment des crêtes sommitales longues de plusieurs dizaines de kilomètres au nord et au sud de la vallée des Aït Bouguemez, tandis que celle-ci prend place au cœur d'un synclinal. Les principaux sommets sont constitués de calcaires du Lias organisés en plis dont les axes suivent une direction ouest-sud-ouest/est-nord-est. Sous les calcaires du Lias, des coulées basaltiques et dépôts argileux du Trias supérieur constituent un niveau imperméable qui limite le domaine karstique.
En 2015, le Géoparc du M'Goun a été inscrit dans la liste des Geoparcs mondiaux de l'UNESCO; la vallée des Aît Bouguemez en fait intégralement partie. Plusieurs des géosites de ce géoparc sont situés dans la vallée.
- Un glissement rocheux entre l'Ighil Ouaougoulzat et l'Adrar Azourki, barre le haut de la vallée et retient le lac temporaire de l'Izoughar, comblé d'alluvions et se remplissant à la fonte des neiges[4].
- L’éboulement du Tizi-n-Tighza à l'extrémité aval de la vallée, a obstrué celle-ci au Pléistocène inférieur, aboutissant à la création d'un paléolac occupant toute la vallée. Les sédiments ont progressivement constitué le fond plat de celle-ci jusqu'à ce que l'érosion entaille les dépôts d’éboulement pour former la gorge de Jrou[4].
- Les gorges d'Ikkis étroites et profondes coupent l'anticlinal bordant le sud de la vallée et conduisent au vallon d'Arous
- Au cœur du douar d'Ibaqualliwn, sur les calcaires gris blancs du Jurassique inférieur (-185 millions d’années), on peut observer des traces de dinosaures[6].

## Hydrologie
La vallée des Aît Bouguemez fait partie du site Ramsar du Haut Oued Lakhdar inscrit sur la liste des zones humides d'importance internationale de la convention de Ramsar, conjointement avec sa voisine des Aît Bou Oulli et l'amont de l'oued Lakhdar. L'oued Lakhdar est constitué par la confluence de l'Assif Bou Oulli et de l'Assif Bouguemez.
Les précipitations sont suffisantes pour alimenter des sources karstiques dont certaines sont pérennes. Dans la partie amont de l'Assif n'Aït-Hakim certaines sont des résurgences du lac d'Izoughar. Dans le vallon de l'assif n'Rbat, 1 km en amont du douar de Rbat, une autre source karstique est alimentée par le versant de l'Adrar Waougoulzat, c'est l'Aghbalou n'Rbat qui a un débit permanent et qui voisine avec l'Aghbalou n'Tawaia moins constante.

## La commune rurale de Tabant
Sur le plan administratif, la majeure partie de la vallée constitue la commune rurale de Tabant, qui appartient à la province d'Azilal.
Celle-ci dispose d'un centre de santé, d'un collège et d'un lycée.

## Population et organisation sociale
La population de la vallée est essentiellement d'origine amazighe, à part quelques fonctionnaires ou enseignants venant des centres urbains. Elle habite des douars répartis de part et d'autre des zones irriguées, le long de la vallée.

## Histoire
On dispose de peu de documents sur l'histoire locale car la vallée a appartenu durant plusieurs siècles au Bled Siba, territoire de la dissidence vis-à-vis du sultan. La tribu des Aît Ouaster de langue tachelhit d'origine masmouda sédentaire, refoulée par les transhumants de langue tamazight en expansion vers le nord depuis les régions pré-sahariennes serait l'un des constituants anciens de la population de la vallée. Plusieurs autres mouvements de populations ont eu lieu au fil des siècles, pour aboutir à ce que la vallée apparaisse peuplée d'une mosaïque de groupes sociaux et linguistiques liés par une appartenance au territoire plutôt qu'à une même généalogie. Témoignant de cette diversité, la vallée est sur la limite entre les dialectes tachelhit et tamazight. Cela peut être à l'origine du nom de la tribu qui signifie « les gens du milieu » en langue amazighe.
Durant les campagnes militaires des débuts du protectorat français, des combats eurent lieu entre les Aît Bouguemez qui étaient autonomes, bien que sous l'influence du chef Sidi Mha de la zaouia d'Ahansal, et les troupes du caïd Thami el-Glaoui allié des français. En septembre 1922, 2 000 combattants Aït Bouguemez et Aït Atta furent attaqués dans le vallon d'Aït Hakem par plusieurs milliers de cavaliers de la harka du Glaoui. Ceux-ci furent défaits et durent se replier vers Marrakech. La contrée retrouva son calme lorsque Sidi Mha se rallia aux autorités française et du Mahzen en juin 1923.

## Agriculture
L'agriculture est l'activité dominante, sur un mode sédentaire. Elle s'organise selon trois étages bioclimatiques répartis selon l'altitude:
- Le fond de vallée relativement plat alluvial et bien irrigué comporte des cultures vivrières, maraichères, luzerne et céréalières. Depuis la fin du protectorat, des cultures commerciales se sont développées, pommes de terre puis plus récemment vergers de pomme.
- Sur les premières pentes non irriguées, sont implantées des cultures sèches (terres bour) céréales et légumineuses. Les parcelles irriguées et celles en bour sont privées, gérées au niveau familial.
- Des zones forestières ou sylve pastorales sont situées plus haut, en gestion communautaire, sous statut de terres collectives ou du domaine forestier de l'état.
- Des espaces pastoraux et enfin des hauts pâturages d'estive sont encore plus haut. Il s'agit des terres collectives exploitées souvent selon le régime de l'agdal, réglementant le type d'utilisation (élevage ovin le plus souvent), les densités et surtout les dates d'ouverture afin de préserver la ressource. Des zones forestières peuvent être en agdal, mais la plupart appartenant à l'état sont très réglementées.

L'élevage ovin et caprin concerne un grand nombre de familles, avec de petits troupeaux sur les pentes de la vallée qui se regroupent durant l'été sous la surveillance de bergers dans les agdals d'altitude autour d'abris sommaires, nommés azib. Les bovins sont peu nombreux, vivant surtout en étable et ne sortant brouter sur les talus et de rares prés qu'accompagnés d'une ou un berger.
Sur les hauts pâturages d'estive, des accords séculaires avec des éleveurs transhumants des vallées du sud de l'Atlas et du Djebel Saghro, dont des groupes semi-nomades de Aït Atta, permettent leur accès aux agdal dont celui de Temda.

## Architecture
Les constructions implantées sur le pourtour de la partie irriguée, sont pour la plupart construites en pisé. Celles établies à mi-pente, ainsi que les azibs d'altitude peuvent être en pierre; la nature du terrain à proximité de la construction étant le facteur déterminant. Des bâtiments récents sont en parpaing et ciment.
Traditionnellement, jusqu'au premier tiers du XXe siècle, les demeures familiales étaient bâties sur le mode du tigherm de plan carré, doté souvent de tours d'angle, sur un ou deux étages avec peu d'ouvertures de petite taille. Le rôle défensif était encore important. La plupart des villages disposaient d'un igherm ou grenier collectif pour entreposer les récoltes, également de plan carré avec étages et des ouvertures très étroites en forme de meurtrières. Certains sont encore visibles comme à Ibaqualliwn. Deux igherms ont la particularité de se trouver en dehors des villages, perchés sur des éminences. Ils sont associés avec le tombeau d'un saint personnage légendaire. Il s'agit de Sîdî Shitta au dessus du douar Idoukaln et surtout de Sîdî Moussa près du douar de Timmit.
Durant le XXe siècle, des plans moins compacts avec des pièces réparties autour d'une cour, avec un étage et des fenêtres moins réduites se sont généralisés. Ces demeures disposent souvent d'une galerie en façade et restent généralement en pisé.

## Patrimoine

### Ighrem Sidi Moussa
L'Ighrem Sidi Moussa est un grenier collectif, mais aussi un sanctuaire abritant la tombe d'un saint personnage, qui daterait du XVIIe siècle. Sidi Moussa se serait installé sur un rocher dominant la vallée, puis après son décès, sa tombe aurait été intégrée dans la construction du grenier collectif du douar de Timit.
Construit sur une colline conique dominant de près de 200 m le centre de la vallée, au niveau du confluent des deux torrents formant l'assif n'Bouguemez, cet ighrem est le seul grenier collectif du Haut-Atlas de forme circulaire construit en pisé. Il est construit sur deux niveaux avec le tombeau de Sidi Moussa au rez-de-chaussée et 30 cases (servant à stocker les récoltes d'une famille) desservies par une galerie circulaire. De larges piliers en genévrier thurifère soutiennent les plafonds et au premier étage, sur deux faces, des fentes régulièrement espacée constituées par des espaces entre les banchés de pisé procurent un éclairage subtil.

### Traces de dinosaures d'Ibaqalliwn
En bordure du douar d'Ibaqalliwn, sur des dalles de calcaire formées durant le Lias moyen (env. 183 millions d'années), on peut observer de très nettes traces de dinosaures, sauropodes et théropodes. D'autres plus espacées, peuvent être remarquées sur la colline sus-jacente.